# Craig Gannon
Craig Gannon (nascido em 30 de julho de 1966 em Manchester) é um músico britânico. Ele é mais conhecido como guitarrista rítmico do grupo de rock alternativo The Smiths, de maio a outubro de 1986. Além disso, Gannon tocou com artistas como Roddy Frame, Morrissey, Terry Hall, Alison Moyet, Edwyn Collins e The Aztec Camera.
Craig tornou se membro do The Smiths quando o baixista Andy Rourke tinha sido demitido, e após sua volta, teria tomado o posto de guitarrista rítmico, chegando a trabalhar nos singles "Panic" e "Ask". Craig chegou a performar com Morrissey em seu primeiro show solo e nos singles de 1989 "The Last of the Famous International Playboys" e "Interesting Drug".